# Corran por sus vidas
Salve-se Quem Puder (título en español: Corran por sus vidas) es una telenovela brasileña producida y emitida por Rede Globo desde el 27 de enero de 2020, substituyendo Bom Sucesso, hasta el 16 de julio de 2021. Fue la 95.ª telenovela de las siete de la emisora, con un total de 107 capítulos grabados. Creada y escrita por Daniel Ortiz, con dirección de Fred Mayrink y Marcelo Travesso. 
Protagonizada por Deborah Secco, Juliana Paiva, Vitória Strada, junto a Flávia Alessandra, Rafael Cardoso, João Baldasserini, Felipe Simas, Rodrigo Simas, Thiago Fragoso y Bruno Ferrari, con las participaciones antagónicas de Guilhermina Guinle, Leopoldo Pacheco, Juliana Alves, Lívia Inhudes, Marianna Armellini, Cirilo Luna, Aline Dias, Débora Olivieri y Bruna Guerin.

## Sinopsis
Los sueños de Alexia, Luna y Kyra se interrumpen cuando presencian la ejecución de un juez bajo las órdenes de Dominique, una peligrosa mujer, y ahora se ven obligadas a vivir bajo la custodia del Programa de Protección de Testigos. Para sobrevivir, cambian su nombre, apariencia, estilo de vida y vivirán en el ficticio Judas do Norte, en el interior de São Paulo, después de que se denuncie su muerte.

## Elenco
| Actor/Actriz        | Personaje                           |
| ------------------- | ----------------------------------- |
| Deborah Secco       | Alexia Máximo / Josimara dos Santos |
| Juliana Paiva       | Luna Furtado / Fiona Matteucci      |
| Vitória Strada      | Kyra Romantini / Cleyde Ferreira    |
| Flávia Alessandra   | Helena Furtado Santamarina          |
| Rafael Cardoso      | Renzo Machado de Alencar            |
| João Baldasserini   | José Prazeiroso (Zezinho)           |
| Felipe Simas        | Téo Santamarina                     |
| Rodrigo Simas       | Alejandro                           |
| Thiago Fragoso      | Alan Máximo                         |
| Bruno Ferrari       | Rafael Maia                         |
| Guilhermina Guinle  | Dominique Machado de Alencar        |
| Leopoldo Pacheco    | Hugo Santamarina                    |
| Aline Dias          | Úrsula Ferraz                       |
| Sophia Abrahão      | Júlia                               |
| Bruna Guerin        | Petra Máximo                        |
| Daniel Rangel       | Tarantino Máximo                    |
| Valentina Bulc      | Bianca Romantini (Bia)              |
| Murilo Rosa         | Mário Furtado                       |
| Carolina Kasting    | Agnes Romantini                     |
| Débora Olivieri     | Graziela Máximo                     |
| Sabrina Petraglia   | Micaela Santamarina                 |
| Marcos Pitombo      | Bruno Freitas                       |
| Cirillo Luna        | Gael Freitas                        |
| Dandara Mariana     | Maribel                             |
| Juliana Alves       | Renata Gomes (Renatinha)            |
| Talita Younan       |                                     |
| Giordano Becheleni  | Enéas                               |
| Ricardo Rathsam     | Detetive Ruy Mantovani              |
| Grace Gianoukas     | Ermelinda Prazeroso                 |
| Marilu Bueno        | Dulce Sampaio                       |
| Cosme dos Santos    | Edgard                              |
| Otávio Augusto      | Ignácio Máximo                      |
| Jacqueline Laurence | Angelina Romantini                  |
| Cristina Pereira    | Lúcia                               |
| Igor Cosso          | Antônio Romantini Júnior (Júnior)   |
| Lívia Inhundes      | Thammy                              |
| Cláudio Olegário    | Erick                               |
| Andressa Robles     | Carol                               |
| Bárbara Sut         | Dionice                             |
| Mila Carmo          | Vicky                               |
| Nina Frosi          | Gabriela                            |
| Marianna Armellini  | Verônica Freitas / Marlene Freitas  |
| Conrado Caputto     | Isacc                               |
| Gilberto Hernández  | Pancho                              |
| Jerônimo Martins    | Eduardo                             |
| Sophia de Carvalho  |                                     |
| Ygor Marçal         | Nico Máximo                         |
| Alice Palmar        | Queen Máximo                        |

### Participaciones especiales
| Actor/Actriz    | Personaje         |
| --------------- | ----------------- |
| José Condessa   | Juan              |
| Aílton Graça    | Juiz Vitório      |
| Ana Carbatti    | Consulesa Adriana |
| Thiago Lacerda  | Él mismo          |
| Patricia Pillar | Ella misma        |

### Sobre la adaptación
El Apellido de Joselito y Doña Ermelinda fue adaptado al español como Preciado, pero el apellido original es Prazeroso.
En los episodios 23 y 24, respectivamente, se dio una discrepancia en la adaptación de los apellidos de los personajes Mario y Elena, mientras que en el episodio 23 a Mario se le nombró con su apellido adaptado al español latino, que es Hurtado, en el capítulo 24, Elena sería llamada con su apellido original en portugués, que es Furtado.
En una de las escenas del episodio 35, Edgard, dedica una canción a Doña Ermelinda Prazeroso, la cual, en la edición enviada originalmente por TV Globo, estaba contemplada únicamente para subtitularse, mas en el doblaje final, el estudio Globo optó por realizar la traducción de la letra de la canción al español latino, y por consiguiente su doblaje e interpretación por parte de Salvador Chantrés García. Como resultado de este hecho se registró otra discrepancia entre los subtítulos traducidos y la interpretación de la letra de la canción doblada, que en este caso, pertenece al cantautor de origen chileno Kaskivano, con su tema La Indecencia.